# Bitka na Plješevici 1520.
Bitka na Plješevici, bitka između hrvatskih snaga predvođenih banom i biskupom Petrom Berislavićem protiv osmanske vojske, koja se dogodila 20. svibnja 1520. godine kod Vražje gore na Plješevici, kraj Korenice, u kojoj je ban Berislavić smrtno stradao.

## Kontekst
Od početka 1520. godine hrvatske su zemlje bile pod neprestanih provalama turskih akindžija i ostalih pljačkaških četa na različitim mjestima. Dok se to s jedne strane poklopilo s pasivnošću ugarskog kralja Ludovika prema obrambenim zadaćama na granici s Osmanlijama, s druge strane je hrvatski ban Petar Berislavić ograničenim materijalnim i vojnim resursima vlastitim naporima pokušavao braniti rastegnute granice prema Osmanlijama ma dugačkoj liniji: Dubrovnik-Una-Sava-Beograd. Banski napori sami za sebe, bili su preslabi za djelotvornu obranu jer dok bi se primjerice ban bavio istjerivanjem Turaka na jednoj strani, dogodila bi se nova provala na drugoj strani. Početkom svibnja 1520. godine, novi kontigent Osmanlija počeo se okupljati u Krbavi, a malo zatim, stigle su vijesti o novim turskim provalama na prostoru između Krbave, rijeke Une i Senja. 

## Ratne operacije
Prema verziji događaja koju navodi biograf Petra Berislavića, ban je 20. svibnja, boravio u Otočcu, kada mu je za vrijeme ručka stigao glasnik s viješću o novoj turskoj provali kod Drežnika. Berislavić je ostavio jelo i žurno krenuo za Bihać, gdje je podigao ljude na oružje. Zatim je s vojskom u kojoj su još bili i odlikaši poput Petra Kružića i ini, krenuo kroz Plješivicu (Vražji vrt) prema Drežniku. 
Putem je doznao da se jedan veći kontigent Turaka sklonio u goru pokraj Korenice, nakon čega je naredio vojsci da napadne te Turke, što je vojska napravila i natjerala ih u bijeg. Berislavićeva je vojska zatim nastavila progoniti neprijatelja, ali je ovaj malo zaostao iza s neka dva mladića u pratnji. U jednom trenutku je pao s konja dok je pokušavao preskočiti neki panj. Dok se pokušavao ponovno popesti na konja od nekud se pojavilo šezdesetak Turaka koji su navalili na bana, a mladići koji su bili uz njega su pobjegli. Berislavić se branio koliko je mogao, ali su ga Turci na kraju savladali i odsjekli mu glavu. Kad je vojska u potjeri saznala što se dogodilo banu, okrenula se i navalila nazad na te Turke, želeći im preoteti banovo tijelo. Banovo tijelo je kasnije nađeno negdje u gori. Prema banovom biografu, našao ga je knez Ivan Karlović a prema ljetopiscu Ivanu Tomašiću našao ga je neki građanin Bihaća Pavao Mođošić, koji ga je zatim donio u Bihać.